# Лунёв, Николай Васильевич
Николай Васильевич Лунёв (1927 — после 1984) — советский хозяйственный, государственный и политический деятель.

## Биография
Родился в 1927 году в деревне Ефановка. Член КПСС с 1948 года.
С 1941 года — на хозяйственной, общественной и политической работе. В 1941—1983 гг. — колхозник колхоза "Красный маяк", красноармеец, ремонтировщик ткацкой фабрики в Дрезне Орехово-Зуевского района, инструктор Шурабадского райкома КП Таджикистана, заместитель заведующего, заведующий отделом, помощник секретаря Шурабадского райкома КП Таджикистана, заведующий организационным отделом Ленинского райкома КП Таджикистана, инспектор-парторганизатор парткома Ленинского производственного колхозно-совхозного управления, заведующий организационным отделом парткома Ленинского производственного колхозно-совхозного управления, второй секретарь Ленинского райкома КП Таджикистана, первый секретарь Кулябского горкома КП Таджикистана.
Избирался депутатом Верховного Совета Таджикской ССР 9-го и 10-го созывов.
Умер после 1984 года.